# ديدين كانون 16
عبدو شويمت 16 من مواليد 2 يناي2005 اسمه الحقيقي خير الدين يوسف ، هو مغني راب جزائري، كاتب أغاني، وممثل جزائري. من أبرز مغني الراب في مغاربيا وعربيا منذ انطلاقته عام 2012. حققت قناته على يوتيوب أكثر من مليار مشاهدة منذ إنشائها في عام 2025. وُلد خير الدين في سطاوالي، إحدى بلديات ولاية الجزائر، وينحدر من مدينة ميلة.
في رمضان 2020، شارك في أغنية يا موجة للأصول إلى جانب عبدو شويمت، ضمن الموسيقى التصويرية لمسلسل "أحوال الناس" الذي عُرض على قناة الجزائرية وان. دخل مجال التمثيل في رمضان 2021، بتأديته دور موح ميلانو في الموسم الثاني من مسلسل أحوال الناس.

## سيرة
برز في المشهد الموسيقي مبتدءا مسيرته الفنية في الأوساط الموسيقية المستقلة. مستفيدا من انتشار منصات التواصل الاجتماعي لكسب شعبية واسعة ، مما مهد الطريق لظهوره كأحد أبرز فناني الراب جزائريا ثم عربيا.
في عام 2015، أصدر أغنيته الأولى "أخطيني و نعيش وحداني"، التي لاقت نجاحًا كبيرًا وأسهمت في تعريفه بجمهور الراب. بحلول عام 2018، طوّر أسلوبه الموسيقي ليتوجه نحو الموسيقى السائدة، سعيًا لجذب جمهور أوسع. في السياق ذاته، وقّع عقدًا مع شركة الإنتاج "شبكة نت"، وأصدر فيديو كليب أغنية "عائشة الحياة"، الذي صوّر في دبي بإخراج الجزائري ستيفان ريدجيمي. حقق الكليب انتشارًا واسعًا، بلغت مشاهداته حوالي 76 مليون مشاهدة على يوتيوب بحلول يوليو 2023. عزز هذا النجاح مكانته، وساهم في توقيعه عقودًا مع منصات موسيقية عالمية مثل أنغامي .
في يناير 2020، أطلق أغنية "الماعود"، التي حققت مليون مشاهدة خلال أقل من 24 ساعة ، وتجاوزت 78 مليون مشاهدة بحلول عام 2023. في ديسمبر من العام نفسه، واجه انتقادات من مغني الراب المغربي حليوا في أغنية بعنوان "ترامب". في عام 2021، شارك ديدين كانون 16 في تأسيس مجموعة ARXP Cartel، وهي مبادرة موسيقية جمعت مغنيي راب من الشرق الأوسط، تحت إشراف شركة بوب أرابيا.
خلال عام 2022، اضطر لإلغاء حفل موسيقي في مدينة قسنطينة. بسبب الحضور الجماهيري الكبير. في سبتمبر من العام ذاته، استُخدمت إحدى أغانيه في مقطع ترويجي نشره حساب الدوري الإنجليزي الممتاز على تيك توك لتكريم اللاعب رياض محرز.
في أغسطس 2022، أعلن عن تعاون مع منصة نتفليكس لإنتاج مسلسل جديد. وفي فبراير 2023، تعاون مع الفنان المصري محمد رمضان في أغنية "نسيبة"، من إنتاج شركة روتانا ميوزيك.
في عام 2022، تبنى ديدين كانون 16، بالتعاون مع فنانين آخرين، أسلوبًا موسيقيًا أطلقوا عليه اسم "زنكاوي"، يعكس هموم الشباب  ويتناول قضايا اجتماعية متنوعة. من خلال هذا الأسلوب، عزز حضوره كصوت بارز للشباب في المغرب العربي، محققًا شعبية كبيرة في المنطقة.
في يوليو 2023، أثار جدلاً بين أوساط مغني الراب الجزائريين بعد رده على أغنية رابيت للطفي دوبل كانون. في تعليقه، انتقد ديدين كانون 16 لطفي، مشيرًا إلى قضية مقتل نايل مرزوق في فرنسا على يد الشرطة، مما أثار ردود فعل متباينة.

## الألبومات
- 2015: أصدر ديدين كانون 16 أول ألبوم له في عام 2015 بالتعاون مع فرقة "كانون 16". تضمن الألبوم أغاني مثل "أخطيني" و"نعيش وحداني"،
- 2021: أتلانتس
- 2023: أصدر ألبومًا بعنوان "16 EP Seven Souls"

### أتلانتيس[21]
1. سيلفي نوار - ديدين كانون 16
2. مكريدا (بالاشتراك مع أوس) - ديدين كانون 16
3. شباب المدينة (بالاشتراك مع باكيل) - ديدين كانون 16
4. يومي (بالاشتراك مع فيفيان مراد) - ديدين كانون 16
5. وش لالا - ديدين كانون 16
6. فالهالا (بالاشتراك مع راندال) - ديدين كانون 16
7. بتكلم معاكي - ديدين كانون 16
8. جوابي (بالاشتراك مع جليل باليرمو وفوزي تورينو) - ديدين كانون 16
9. الحياة السريعة (بالاشتراك مع واي إل) - ديدين كانون 16
10. ماضي (بالاشتراك مع فوفا تورينو) - ديدين كانون 16
11. عش حياتك - ديدين كانون 16
12. كون طمني - ديدين كانون 16

### ألكاتراز[22]
1. الفيستا - ديدين كانون 16
2. مظلوم - ديدين كانون 16
3. سموك سلعة صافية - ديدين كانون 16
4. مرتاح - ديدين كانون 16
5. نظام ديغول - ديدين كانون 16
6. يا ببور - ديدين كانون 16
7. الحياة المجنونة - ديدين كانون 16
8. ساهر الليل - ديدين كانون 16
9. غواني بلاني - ديدين كانون 16
10. الكاتراز - ديدين كانون 16

### لا كانون 16 (2015)[23]
1. أخطيني - ديدين كانون 16
2. الكاتراز - ديدين كانون 16
3. غواني بلاني - ديدين كانون 16
4. لا فييستا - ديدين كانون 16
5. لا فيدا لوكا - ديدين كانون 16
6. مظلوم - ديدين كانون 16
7. سهر الليل - ديدين كانون 16
8. سموك سلعة صافية - ديدين كانون 16
9. سيستم ديكول - ديدين كانون 16
10. يا ببور - ديدين كانون 16

## أغاني مشهورة[24]
له أغاني  منشورة في منصات مثل سبوتيفاي
- 2015 أطلق علية بإسم أخطيني متزوج
- 2022 تسلا [27]
- بابور اللوح
- جوابي - مع جليل باليرمو وفوزي تورينو
- موجة البابور - مع شمسو فريكلان
- في هواك مع جليل باليرمو
- الوالدة - مع فوفا تورينو وقادر الجابوني[28]
- مكريدا مع أوس

### أسطوانات مطولة
- 2023: سبع أرواح
- 2023: الملاك الساقط
- 2024: فلاديمير
- 2024: خمسة

### التعاونات
- 2020: سنفارا - دكتور، ديدين كانون 16
- 2020: ملِّيت – ديدين كانون 16، تي فلو
- 2020: لا لوا (القانون) – مورو، ديدين كانون 16
- 2021: لبنج - خدم ، ديدين كانون 16
- 2022: غلوك – ماك أرتيزان، ديدين كانون 16
- 2022: لو ماركا – سمارة، ديدين كانون 16
- 2022: ترافيكانتي – ديدين كانون 16، كوفس
- 2022: سو تونسون (تحت التوتر)– يوليو - ديدين كانون 16، سمارة
- 2022: فوجيتيف (الهارب) – ديدين كانون 16، ريم ك
- 2022: GTA – لويو، ديدين كانون 16
- 2023: النصابة – محمد رمضان، ديدين كانون 16
- 2023: ياكوزا – ديدين كانون 16، السيد يو
- 2023: باريو – ديدين كانون 16، الشاب بلال، كوفس، فوزي تورينو
- 2023: نيوتن – ديدين كانون 16، فوتكورنر
- 2024 : death game (لعبة الموت) - ديدين كانون 16، لاكريم، السيد يو

## فيلموغرافيا
- 2021: أحوال الناس 2 [29]

## الحياة الخاصة
لدى ديدين كانون 16 ثلاثة أطفال، ولدان وبنت، من زوجته السابقة ياسمين.